# 衣夾

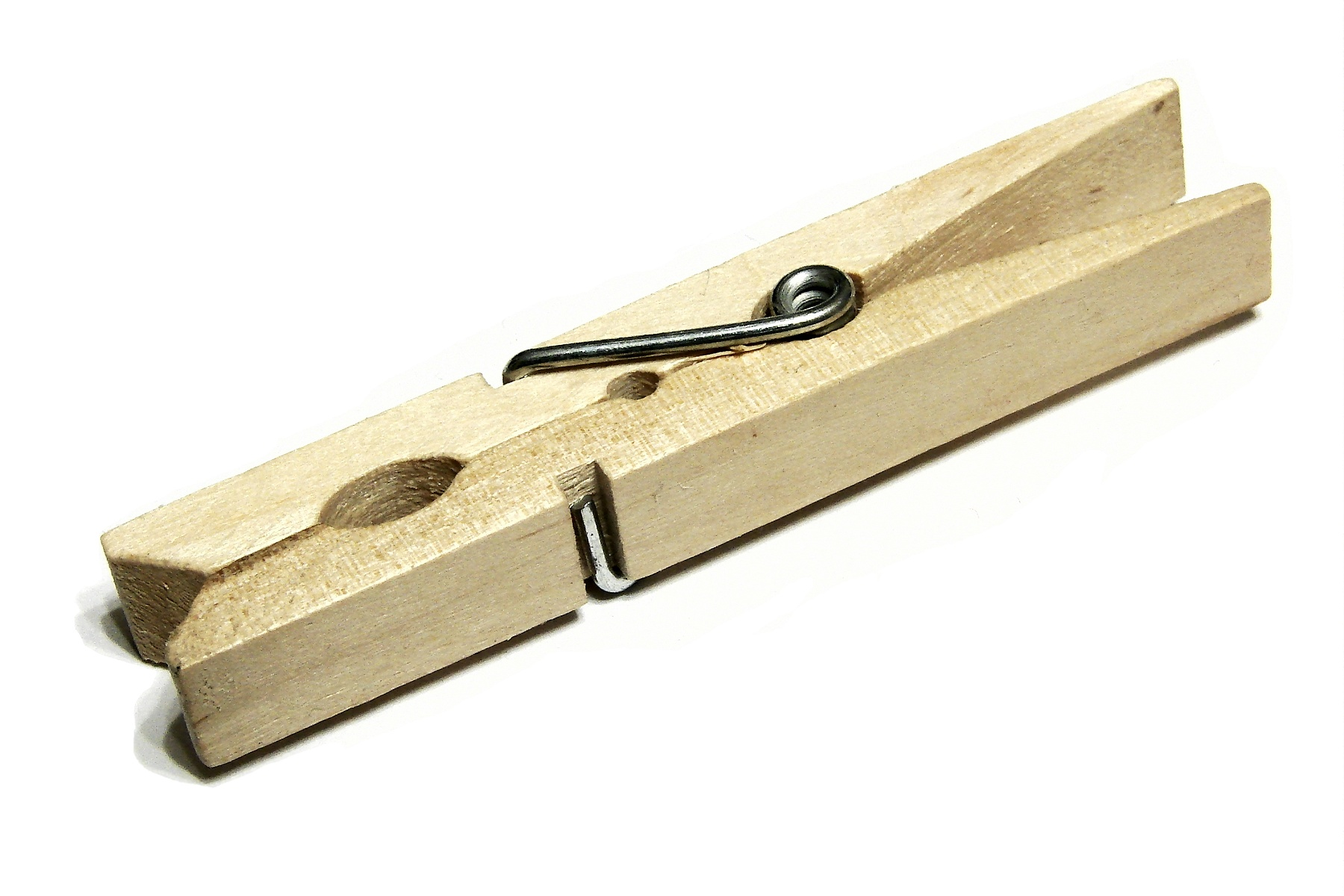
一个木制的洗衣夹

衣夾，又稱洗衣夹、晾衣夾、曬衣夾，是一种能把衣服、被子之类的东西夹在固定物体上以便烘干、晾曬]的紧固件，常见的材质是木材、塑料、金属等。
在洗衣夹出现之前，人们一般将衣服晾在灌木丛、树枝一类的地方，或晾在衣架、衣裳竹上。1809年，杰里米·维克多·奥普德贝克（英語：Jérémie Victor Opdebec，出身不明，从名字推定，他可能是比利时人）发明了一种不带弹簧的衣夹，是为现代衣夹的鼻祖。1853年大卫·M.史密斯发明了第一款带弹簧的衣夹，并为这种设计申请了美国专利。这种带弹簧的衣夹已与现代的衣夹相当接近。

## 图集

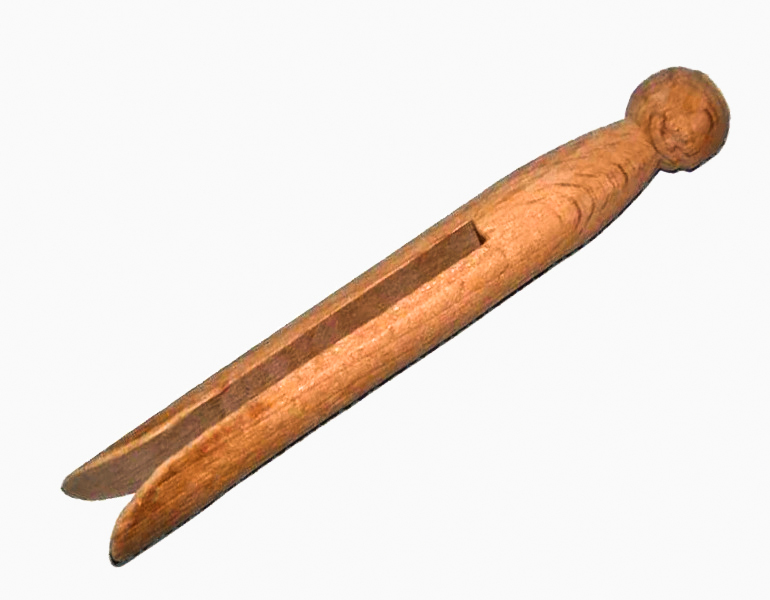
早期的衣夹，无弹簧，依靠摩擦力夹住衣服
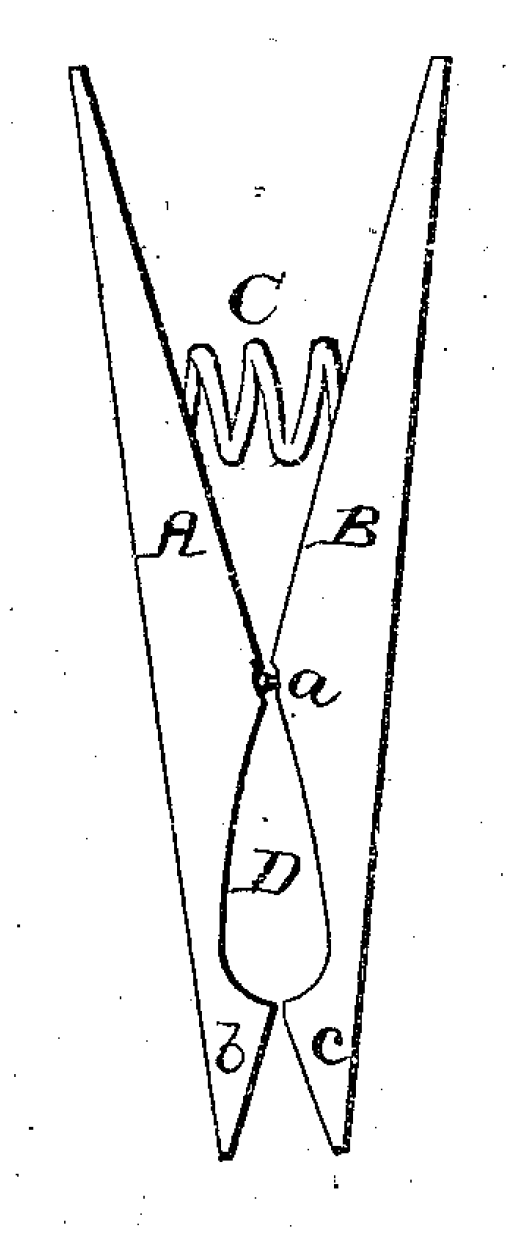
1849年大卫·M.史密斯发明的带弹簧的衣夹
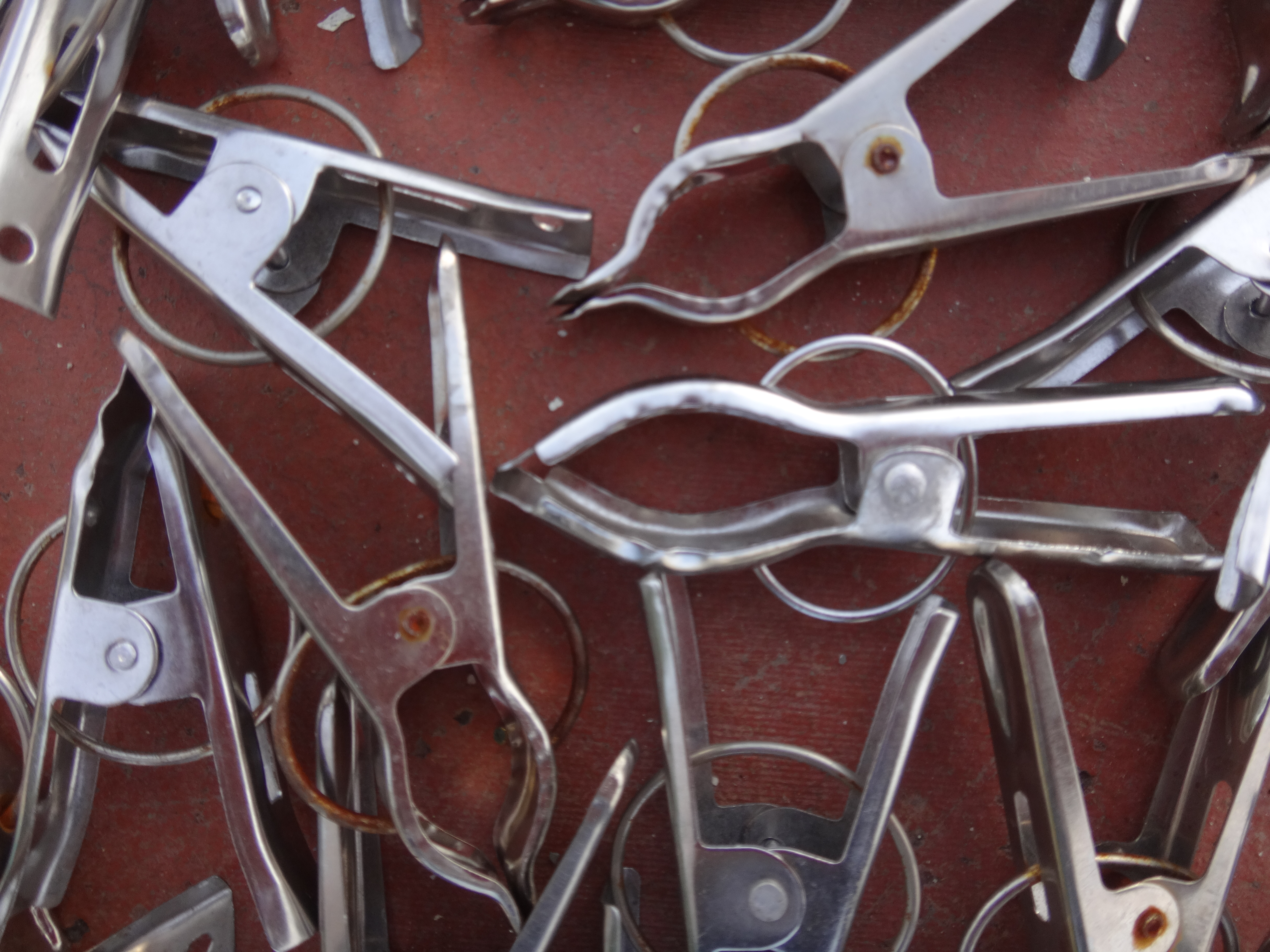
铁质衣夹
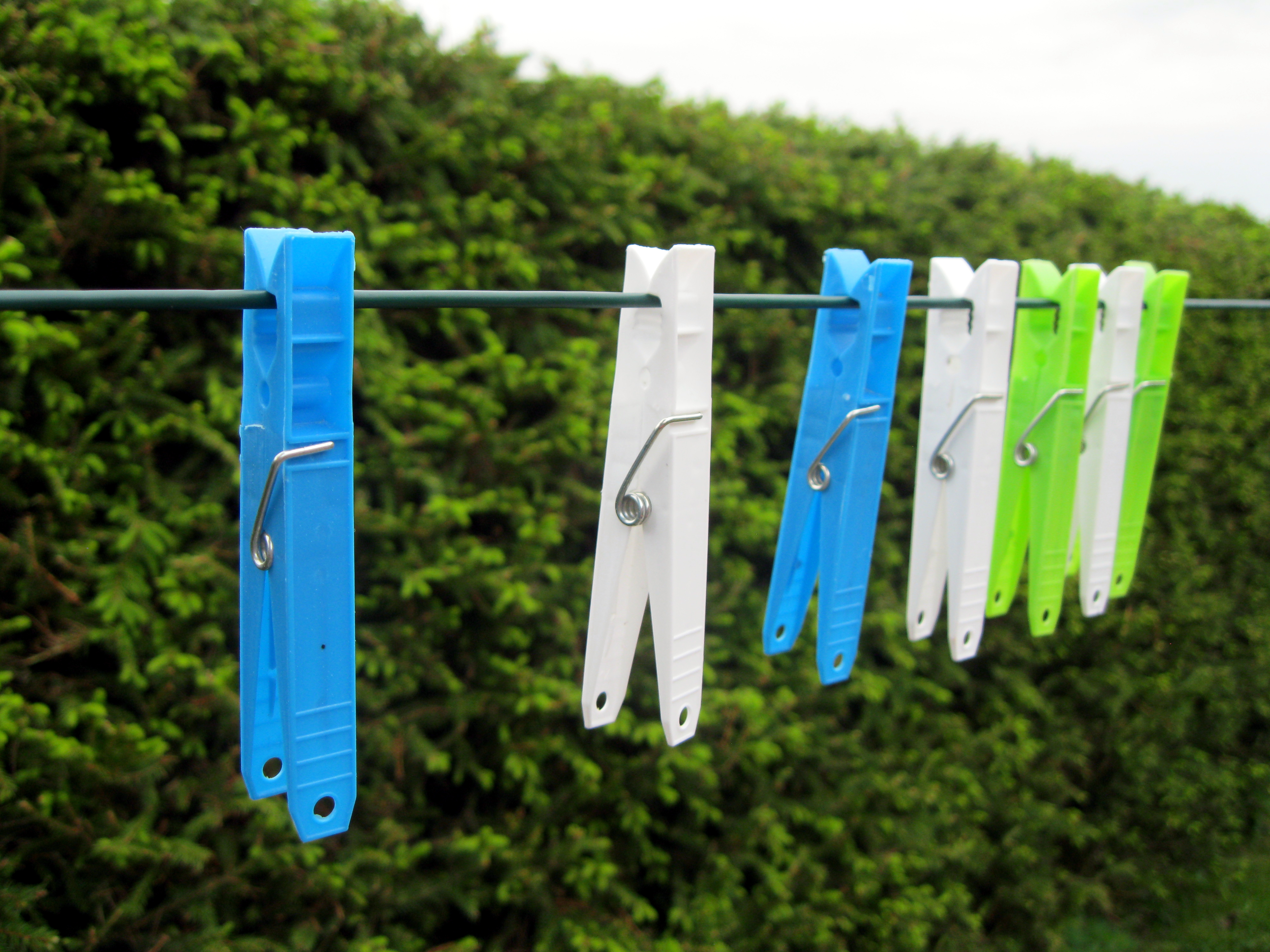
塑料衣夹